# Pallanuoto ai Giochi della XXXI Olimpiade - Torneo preolimpico mondiale maschile
Il torneo preolimpico mondiale maschile di pallanuoto 2016 si è svolto a Trieste, in Italia, dal 3 al 10 aprile 2016 e ha qualificato 4 squadre ai Giochi della XXXI Olimpiade di Rio de Janeiro, la Francia, la Spagna, l'Ungheria e l'Italia.

## Squadre partecipanti
Partecipano al torneo 12 squadre non ancora qualificate al torneo olimpico tramite altri tornei
| Continente  | Qualificazione                                       |
| Europa      |                                                      |
| ----------- | ---------------------------------------------------- |
| Italia      | Nazione ospitante e 6ª classificata all'Europeo 2016 |
| Ungheria    | 3ª classificata all'Europeo 2016                     |
| Spagna      | 5ª classificata all'Europeo 2016                     |
| Russia      | 8ª classificata all'Europeo 2016                     |
| Francia     | 9ª classificata all'Europeo 2016                     |
| Romania     | 10ª classificata all'Europeo 2016                    |
| Germania    | 11ª classificata all'Europeo 2016                    |
| Paesi Bassi | 12ª classificata all'Europeo 2016                    |
| Slovacchia  | 13ª classificata all'Europeo 2016                    |
| Americhe    |                                                      |
| Canada      | 3ª classificata ai Giochi panamericani 2015          |
| Asia        |                                                      |
| Kazakistan  | 3ª classificata al torneo asiatico                   |
| Africa      |                                                      |
| Sudafrica   |                                                      |

## Sorteggio
Il sorteggio dei gruppi si è tenuto il 23 gennaio 2016 a Belgrado.

### Gruppi
| Gruppo A                                          | Gruppo B                                                |
| ------------------------------------------------- | ------------------------------------------------------- |
| Russia Slovacchia Francia Ungheria Romania Canada | Italia Sudafrica Spagna Paesi Bassi Germania Kazakistan |

## Fase preliminare

### Gruppo A
| Pos. | Squadra    | Pt | G | V | N | P | GF | GS | DR  |
| ---- | ---------- | -- | - | - | - | - | -- | -- | --- |
| 1.   | Ungheria   | 9  | 5 | 4 | 1 | 0 | 73 | 44 | +29 |
| 2.   | Canada     | 8  | 5 | 3 | 2 | 0 | 55 | 44 | +11 |
| 3.   | Francia    | 6  | 5 | 3 | 0 | 2 | 46 | 56 | -10 |
| 4.   | Romania    | 4  | 5 | 1 | 2 | 2 | 50 | 53 | -3  |
| 5.   | Russia     | 3  | 5 | 1 | 1 | 3 | 40 | 49 | -9  |
| 6.   | Slovacchia | 0  | 5 | 0 | 0 | 5 | 39 | 57 | -18 |

| Data     | Ora   | Gara       | Gara    | Gara       |
| -------- | ----- | ---------- | ------- | ---------- |
| 03-04-16 | 13:50 | Russia     | 6 - 7   | Canada     |
| 03-04-16 | 15:10 | Francia    | 7 - 13  | Ungheria   |
| 03-04-16 | 16:30 | Slovacchia | 11 - 13 | Romania    |
| 04-04-16 | 16:30 | Canada     | 14 - 14 | Ungheria   |
| 04-04-16 | 17:50 | Romania    | 11 - 12 | Francia    |
| 04-04-16 | 19:10 | Russia     | 7 - 4   | Slovacchia |
| 05-04-16 | 13:50 | Ungheria   | 12 - 8  | Romania    |
| 05-04-16 | 15:10 | Slovacchia | 9 - 11  | Canada     |
| 05-04-16 | 16:30 | Francia    | 12 - 11 | Russia     |
| 06-04-16 | 16:30 | Canada     | 10 - 10 | Romania    |
| 06-04-16 | 17:50 | Russia     | 8 - 18  | Ungheria   |
| 06-04-16 | 19:10 | Slovacchia | 8 - 10  | Francia    |
| 07-04-16 | 13:50 | Francia    | 5 - 13  | Canada     |
| 07-04-16 | 15:10 | Ungheria   | 16 - 7  | Slovacchia |
| 07-04-16 | 16:30 | Russia     | 8 - 8   | Romania    |

### Gruppo B
| Pos. | Squadra     | Pt | G | V | N | P | GF | GS | DR  |
| ---- | ----------- | -- | - | - | - | - | -- | -- | --- |
| 1.   | Italia      | 8  | 5 | 4 | 0 | 1 | 67 | 26 | +41 |
| 2.   | Paesi Bassi | 8  | 5 | 4 | 0 | 1 | 46 | 36 | +10 |
| 3.   | Spagna      | 8  | 5 | 4 | 0 | 1 | 55 | 25 | +30 |
| 4.   | Germania    | 3  | 5 | 1 | 1 | 3 | 53 | 46 | +7  |
| 5.   | Kazakistan  | 3  | 5 | 1 | 1 | 3 | 34 | 55 | -21 |
| 6.   | Sudafrica   | 0  | 5 | 0 | 0 | 5 | 21 | 88 | -67 |

| Data     | Ora   | Gara        | Gara    | Gara        |
| -------- | ----- | ----------- | ------- | ----------- |
| 03-04-16 | 20:30 | Italia      | 14 - 3  | Kazakistan  |
| 03-04-16 | 17:50 | Spagna      | 5 - 7   | Paesi Bassi |
| 03-04-16 | 19:10 | Sudafrica   | 4 - 23  | Germania    |
| 04-04-16 | 13:50 | Kazakistan  | 5 - 8   | Paesi Bassi |
| 04-04-16 | 15:10 | Germania    | 5 - 10  | Spagna      |
| 04-04-16 | 20:30 | Italia      | 22 - 3  | Sudafrica   |
| 05-04-16 | 17:50 | Paesi Bassi | 9 - 8   | Germania    |
| 05-04-16 | 19:10 | Sudafrica   | 6 - 11  | Kazakistan  |
| 05-04-16 | 20:30 | Spagna      | 9 - 8   | Italia      |
| 06-04-16 | 13:50 | Kazakistan  | 11 - 11 | Germania    |
| 06-04-16 | 20:30 | Italia      | 11 - 5  | Paesi Bassi |
| 06-04-16 | 15:10 | Sudafrica   | 1 - 15  | Spagna      |
| 07-04-16 | 17:50 | Spagna      | 16 - 4  | Kazakistan  |
| 07-04-16 | 19:10 | Paesi Bassi | 17 - 7  | Sudafrica   |
| 07-04-16 | 20:30 | Italia      | 12 - 6  | Germania    |

## Fase finale

### Tabellone principale
|  | Quarti di finale      | Quarti di finale      |                        |        | Semifinali                | Semifinali                |  |  | Finale                 | Finale |
|  |                       |                       |                        |        |                           |                           |  |  |                        |        |
|  | 8 aprile 2016 - 16:00 |                       |                        |        |                           |                           |  |  |                        |        |
|  |                       |                       |                        |        |                           |                           |  |  |                        |        |
|  | A1 Ungheria           | 8                     |                        |        |                           |                           |  |  |                        |        |
|  | A1 Ungheria           | 8                     | 9 aprile 2016 - 19:00  |        |                           |                           |  |  |                        |        |
|  | B4 Germania           | 7                     |                        |        |                           |                           |  |  |                        |        |
|  | B4 Germania           | 7                     | Ungheria               | 15     |                           |                           |  |  |                        |        |
|  | 8 aprile 2016 - 19:00 |                       | Ungheria               | 15     |                           |                           |  |  |                        |        |
|  |                       | Francia               | 9                      |        |                           |                           |  |  |                        |        |
|  | A3 Francia (rig.)     | Francia               | 9                      | 12     |                           |                           |  |  |                        |        |
|  | A3 Francia (rig.)     |                       | 10 aprile 2016 - 17:00 | 12     |                           |                           |  |  |                        |        |
|  | B2 Paesi Bassi        | 11                    |                        |        |                           |                           |  |  |                        |        |
|  | B2 Paesi Bassi        | 11                    | Ungheria               | 10     |                           |                           |  |  |                        |        |
|  | 8 aprile 2016 - 17:30 |                       | Ungheria               | 10     |                           |                           |  |  |                        |        |
|  |                       | Italia                | 8                      |        |                           |                           |  |  |                        |        |
|  | A2 Canada             | Italia                | 8                      | 7      |                           |                           |  |  |                        |        |
|  | A2 Canada             | 9 aprile 2016 - 20:30 |                        | 7      |                           |                           |  |  |                        |        |
|  | B3 Spagna             | 8                     |                        |        |                           |                           |  |  |                        |        |
|  | B3 Spagna             | 8                     | Spagna                 | 5      | Finale per il terzo posto | Finale per il terzo posto |  |  |                        |        |
|  | 8 aprile 2016 - 20:30 |                       | Spagna                 | 5      | Finale per il terzo posto | Finale per il terzo posto |  |  |                        |        |
|  |                       | Italia                | 6                      |        |                           |                           |  |  |                        |        |
|  | A4 Romania            | Italia                | 6                      | 7      | Francia                   | 4                         |  |  |                        |        |
|  | A4 Romania            |                       |                        | 7      | Francia                   | 4                         |  |  |                        |        |
|  | B1 Italia             | 8                     |                        | Spagna | 16                        |                           |  |  |                        |        |
|  | B1 Italia             | 8                     |                        |        | 16                        |                           |  |  |                        |        |
|  |                       |                       |                        |        |                           |                           |  |  | 10 aprile 2016 - 15:30 |        |
|  |                       |                       |                        |        |                           |                           |  |  |                        |        |

### Tabellone 5º-8º posto
|  | 5º-8º posto | 5º-8º posto | 5º-8º posto |        |             | Incontro per il quinto posto  | Incontro per il quinto posto  | Incontro per il quinto posto  |  |
|  |             |             |             |        |             |                               |                               |                               |  |
|  | Germania    | Germania    | 7           |        |             |                               |                               |                               |  |
|  | Germania    | Germania    | 7           |        |             |                               |                               |                               |  |
|  | Paesi Bassi | Paesi Bassi | 8           |        |             |                               |                               |                               |  |
|  | Paesi Bassi | Paesi Bassi | 8           |        | Paesi Bassi | Paesi Bassi                   | 9                             |                               |  |
|  |             |             |             |        | Paesi Bassi | Paesi Bassi                   | 9                             |                               |  |
|  |             |             | Canada      | Canada | 8           |                               |                               |                               |  |
|  | Canada      | Canada      | Canada      | Canada | 8           | 14                            |                               |                               |  |
|  | Canada      | Canada      |             |        |             | 14                            |                               |                               |  |
|  | Romania     | Romania     | 7           |        |             | Incontro per il settimo posto | Incontro per il settimo posto | Incontro per il settimo posto |  |
|  | Romania     | Romania     | 7           |        |             |                               |                               |                               |  |
|  |             |             |             |        |             |                               |                               |                               |  |
|  |             |             |             |        |             | Germania                      | Germania                      | 9                             |  |
|  |             |             |             |        |             | Germania                      | Germania                      | 9                             |  |
|  |             |             |             |        |             | Romania                       | Romania                       | 10                            |  |

## Classifica finale
| Pos. | Squadra     | Qualificazione              |
| ---- | ----------- | --------------------------- |
| 1    | Ungheria    | Giochi della XXXI Olimpiade |
| 2    | Italia      | Giochi della XXXI Olimpiade |
| 3    | Spagna      | Giochi della XXXI Olimpiade |
| 4    | Francia     | Giochi della XXXI Olimpiade |
| 5    | Paesi Bassi |                             |
| 6    | Canada      |                             |
| 7    | Romania     |                             |
| 8    | Germania    |                             |
| 9    | Russia      |                             |
| 10   | Kazakistan  |                             |
| 11   | Slovacchia  |                             |
| 12   | Sudafrica   |                             |